# Martin Krampen
Martin Krampen (* 9. März 1928 in Siegen; † 18. Juni 2015 in Ulm) war ein deutscher Designer, Künstler und Semiotiker, er war Student und Dozent an der Hochschule für Gestaltung Ulm, sowie Dozent an der Hochschule für Gestaltung Schwäbisch Gmünd.

## Leben
Martin Krampen studierte von 1948 bis 1950 Theologie, Psychologie und Kunstgeschichte an den Universitäten Tübingen und Heidelberg und Rom. 1950 siedelte er nach Florenz über, wo er Malerei studierte und ein Anhänger der Bewegung Movimento per l’arte concreta wurde sowie eine Kunstgalerie eröffnete. Nach dem Studium in Florenz absolvierte Krampen im Herbst 1953 ein Praktikum im Grafikbüro von Otl Aicher in Ulm, bevor er sich im Dezember 1953 an der Hochschule für Gestaltung Ulm (HfG) immatrikulierte, wo er Visuelle Kommunikation studierte. Er schloss das Studium 1957 mit dem Diplom ab. Er war später auch als Dozent an der HfG tätig. Weiter studierte er an der Michigan State University Psychologie und Kommunikationswissenschaft, wo er 1962 promovierte.
Er hatte verschiedene Professuren für Design und Psychologie in den USA und Kanada inne. Von 1972 bis 2005 war er Lehrbeauftragter an der Hochschule für Gestaltung Schwäbisch Gmünd, ab 1998 als Honorarprofessor für Semiotik. Seit 1993 war Martin Krampen Ehrenmitglied der Deutschen Gesellschaft für Semiotik.

## Publikationen
- Mit Klaus Oehler, Roland Posner und Thure von Uexküll (Hrsg.): Die Welt als Zeichen. Klassiker der modernen Semiotik. Verlag Severin und Siedler, Berlin 1981.
- Il contributo della scuola di Ulm. The Legacy of the School of Ulm. In: Rassegna Heft 19, 1984. Mit Beiträgen von Tomás Maldonado, Marina Bistolfi, Martin Krampen, Giovanni Anceschi, Piero G. Tanca. 1984.
- Geschichte der Straßenverkehrszeichen. Diachronische Analyse eines Zeichensystems. Mit 55 Abbildungen. Probleme der Semiotik. Band 2. Stauffenburg Verlag, Tübingen 1988.
- Mit Otl Aicher: Zeichensystem der visuellen Kommunikation. Handbuch für Designer, Architekten, Planer, Organisatoren. Verlag Ernst & Sohn, Berlin 1996.
- Otl Aicher – 328 Plakate für die Ulmer Volkshochschule. Verlag Ernst & Sohn, Berlin 2000.
- Mit Günther Hörmann: Die Hochschule für Gestaltung Ulm / The School of Design. Anfänge eines Projektes der radikalen Moderne / Beginnings of a Project of Radical Modernism. Verlag Ernst & Sohn, Berlin 2003.
- Mit Michael Götte und Michael Kneidl (Hrsg.): Die Welt der Zeichen / The World of Signs. Av Edition, Ludwigsburg 2007.
- Mit Torsten Malcherczyk und Jochen Speidel: beobachten und formulieren / observation and formulation. Hatje Cantz Verlag, Ostfildern 2009.
- Meaning in the urban environment. Routledge, 2013.